# 莫斯特 (白俄羅斯)
莫斯特是白俄羅斯的城市，位於首都明斯克西北249公里的尼曼河畔，距離首府格羅德諾62公里，由格羅德諾州負責管轄，2019年人口15,770。第二次世界大戰期間，納粹德國在1941年6月25日至1944年6月13日佔領該鎮，2,681名居民被殺。